# Suffragio femminile in Svizzera
Il suffragio femminile in Svizzera è introdotto a livello federale dopo la votazione del 7 febbraio 1971, e al livello cantonale tra il 1959 e il 1990.

## Cronologia

Manifestazione per il voto alle donne a Zurigo, 1º febbraio 1963

La costituzione del 1848, che è all'origine della Svizzera moderna, proclama il diritto di uguaglianza di tutti gli esseri umani (in tedesco Menschen) ma non include esplicitamente le donne in questa uguaglianza. Le leggi che seguono la costituzione iscrivono comunque fermamente le donne in una situazione di inferiorità giuridica. 
Dal 1860 al 1874, si organizzano i primi movimenti femministi e, durante i dibattiti che precedono la prima revisione costituzionale del 1874, i diritti politici delle donne sono oggetto di numerose discussioni. Nonostante tutto, la nuova costituzione non reca alcun miglioramento in tal senso. Nel 1886, una prima petizione viene presentata all'Assemblea federale da un gruppo di donne rappresentate da Marie Goegg-Pouchoulin. L'attenzione attirata da questa iniziativa sfocia sul primo articolo sulle rivendicazioni delle donne su un famoso quotidiano, Ketzerische Neujahrsgedanken einer Frau di Meta von Salis pubblicato nel 1887 dal Zürcher Post. Lo stesso anno, Émilie Kempin-Spyri reclama davanti al Tribunale federale il diritto di diventare avvocato, ma si vede rifiutare la domanda.
Nel 1894, von Salis organizza nelle principali città svizzere delle riunioni sul tema del diritto di voto femminile. Le sue conferenze hanno poco successo e fa spesso i conti con diverse manifestazioni d'ostilità. Il primo Congresso svizzero per gli interessi femminili, ha luogo due anni dopo, nel 1896, a Ginevra. Diversi oratori fanno appello all'alleanza tra uomini e donne e, allo stesso tempo, alla moderazione delle rivendicazioni. L'importanza che prendono queste rivendicazioni nel dibattito pubblico sfociano sulla creazione della prima commissione parlamentare sulla questione femminile.
Nel 1909 viene fondata l'Associazione svizzera per il suffragio femminile (ASSF) che diventerà, nel 1971, l'Associazione per i diritti della donna (ADF). Nel 1912, il Partito socialista svizzero si pronuncia a favore della concessione del diritto di voto alle donne, primo partito politico a farlo. La rivendicazione viene ripresa dal comitato di Olten nel 1918.
Nel 1928 e nel 1958 ha luogo une grande esposizione sul lavoro femminile, la SAFFA. Sebbene l'ottenimento del diritto di voto non sia l'obiettivo principale, secondo Elisabeth Pletscher, che opera qualche anno dopo per l'ottenimento del diritto di voto nel cantone di Appenzello, l'esposizione vi contribuisce.

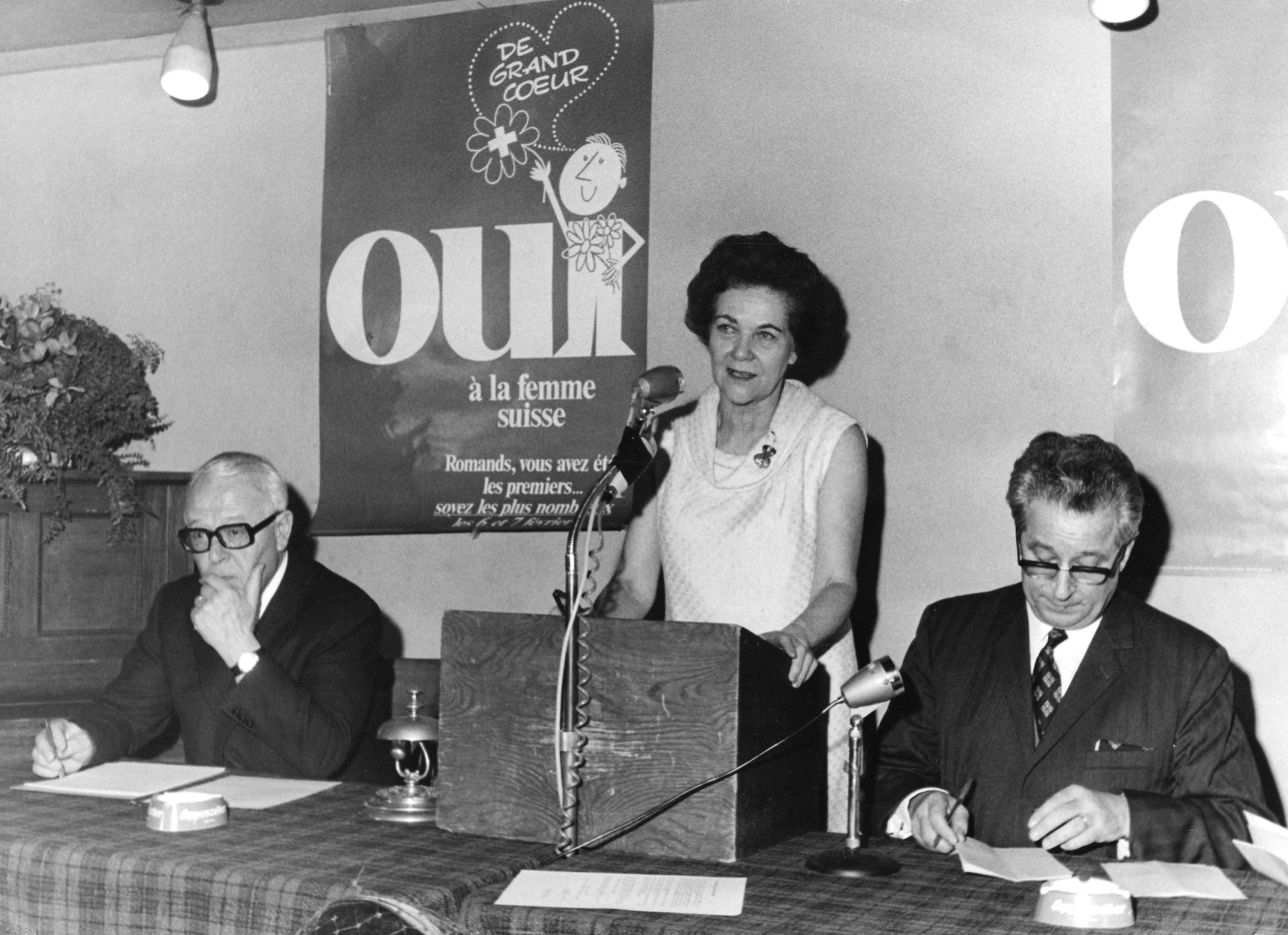
Iniziativa a Losanna a favore del voto alle donne a livello federale, 1º febbraio 1971

A livello cantonale, bisogna aspettare il 1959 affinché i primi cantoni (Vaud, Neuchâtel e dopo Ginevra) introducano il suffragio femminile; ci sono voluti altri 13 anni perché questo diritto sia generalizzato all'insieme dei cantoni, ad eccezione del cantone di Appenzello. In una sentenza del 27 novembre 1990 nella causa Theresa Rohner e consorte contro Appenzello Interno, il Tribunale federale giudica anticostituzionale il suffragio esclusivamente maschile praticato nel semicantone di Appenzello interno; il principio dell'uguaglianza tra donne e uomini garantita dalla Costituzione federale prevede l'obbligo di interpretare la Costituzione di Appenzello in modo che il suffragio femminile sia ugualmente possibile. Gli elettori di questo cantone, che avevano rifiutato nel 1959 e nel 1971 il suffragio femminile a livello federale in forte maggioranza — 95,1% (105 sì e 2050 no) e 71,1% (574 sì e 1411 no) rispettivamente, cioè i tassi di rifiuto più alti tra tutti i cantoni svizzeri — avevano in effetti confermato questo rifiuto una terza volta il 28 aprile 1990 a livello cantonale.
A livello federale, il suffragio femminile viene introdotto dopo l'accettazione della votazione del 7 febbraio 1971 dal 65,7% dei votanti, ossia nella proporzione esattamente inversa a quella constatata durante il voto del 1º febbraio 1959 (rifiutato a 2 contro 1).

### Introduzione del suffragio femminile a livello cantonale
| Data | Cantone |
| --- | --- |
| 1º febbraio 1959 | Vaud |
| 27 settembre 1959 | Neuchâtel |
| 6 marzo 1960 | Canton Ginevra                                                                                               |
| 26 giugno 1966 | Canton Basilea Città                                                                                         |
| 23 giugno 1968 | Canton Basilea Campagna                                                                                      |
| 19 ottobre 1969 | Canton Ticino                                                                                                |
| 12 aprile 1970 | Canton Vallese                                                                                               |
| 25 ottobre 1970 | Canton Lucerna                                                                                               |
| 15 novembre 1970 | Canton Zurigo                                                                                                |
| 7 febbraio 1971 | Canton Argovia, Canton Friburgo, Canton Sciaffusa e Canton Zugo (allo stesso momento che a livello federale) |
| 2 maggio 1971 | Canton Glarona                                                                                               |
| 6 giugno 1971 | Canton Soletta                                                                                               |
| 12 dicembre 1971 | Canton Berna, Canton Turgovia                                                                                |
| 23 gennaio 1972 | Canton San Gallo                                                                                             |
| 30 gennaio 1972 | Canton Uri                                                                                                   |
| 5 marzo 1972 | canton Svitto e Cantone dei Grigioni                                                                         |
| 30 aprile 1972 | Canton Nidvaldo                                                                                              |
| 24 settembre 1972 | Canton Obvaldo                                                                                               |
| 30 aprile 1989 | Canton Appenzello Esterno                                                                                    |
| 27 novembre 1990 | Canton Appenzello Interno (per decisione del Tribunale Federale)                                             |
| Il Canton Giura, creato dopo la scissione del Canton Berna il 20 marzo 1977, ha conosciuto da sempre il suffragio femminile. | |

## La rappresentazione femminile alle istanze politiche
La votazione popolare del 7 febbraio 1971 pronuncia inoltre l'eleggibilità delle donne alle elezioni nazionali. Il numero di donne al Consiglio nazionale passa da 10 a 52 su 200 dal 1971 al 2003 e da 1 a 11 su 46 al Consiglio degli Stati durante lo stesso periodo. Nel giugno 2005, ci sono 53 donne al Consiglio Nazionale (in seguito a delle sostituzioni). Dopo le Elezioni federali in Svizzera del 2015, 64 donne elette al Consiglio Nazionale (32% dei seggi) e sette al Consiglio degli Stati (15,2% dei seggi).

### Le prime donne elette al parlamento nel 1971

Elisabeth Blunschy
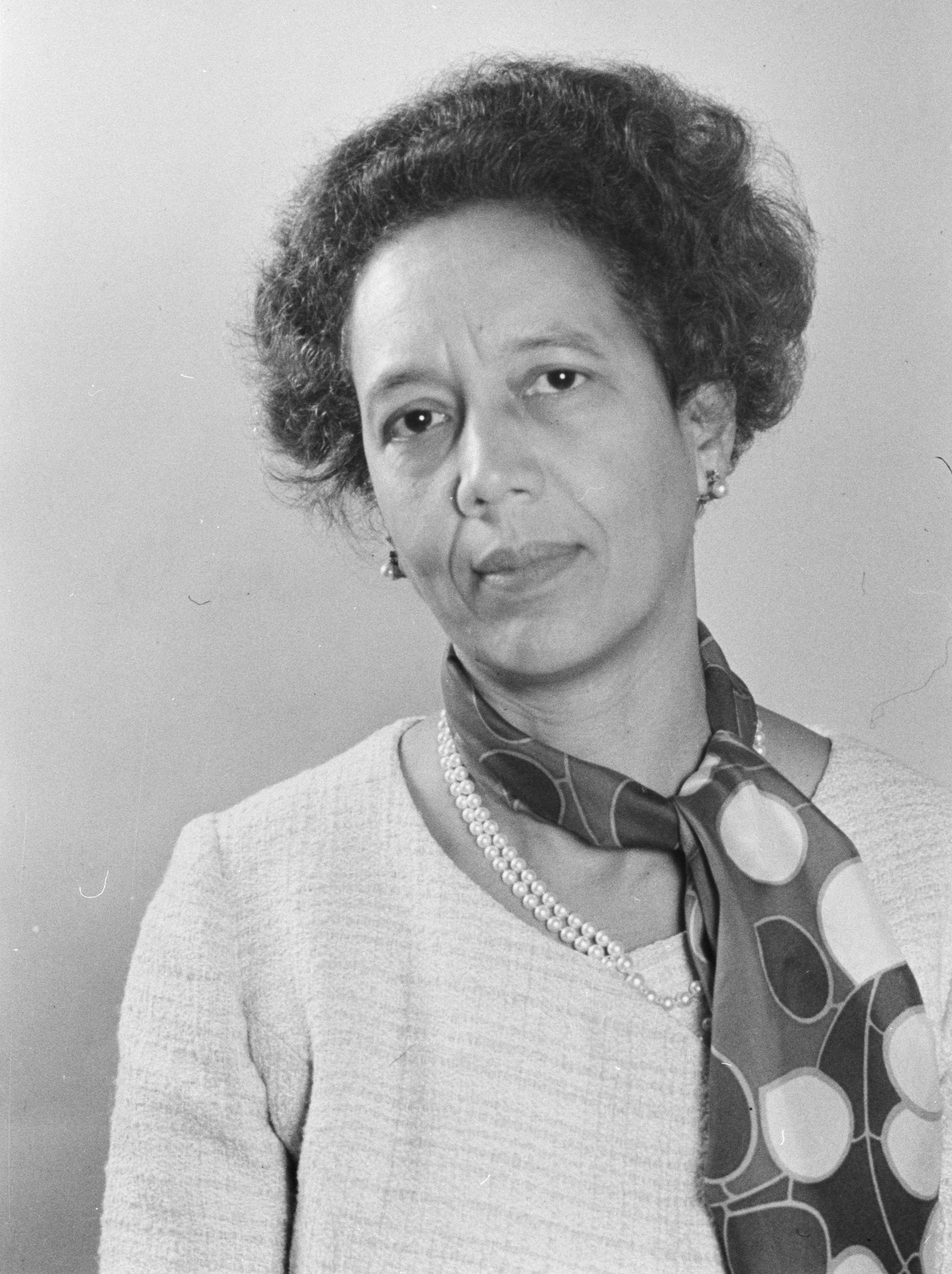
Tilo Frey
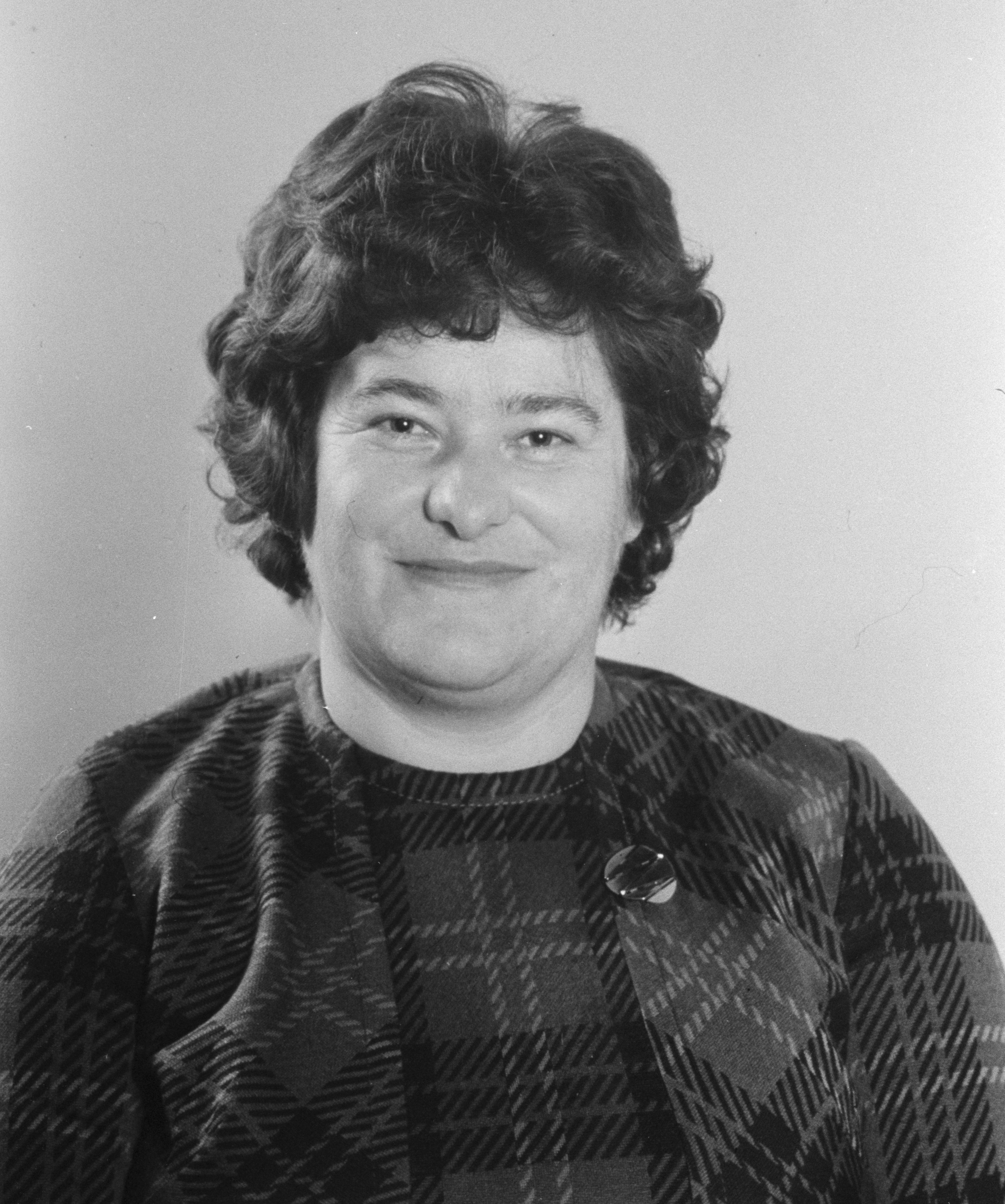
Hedi Lang
Josi Meier
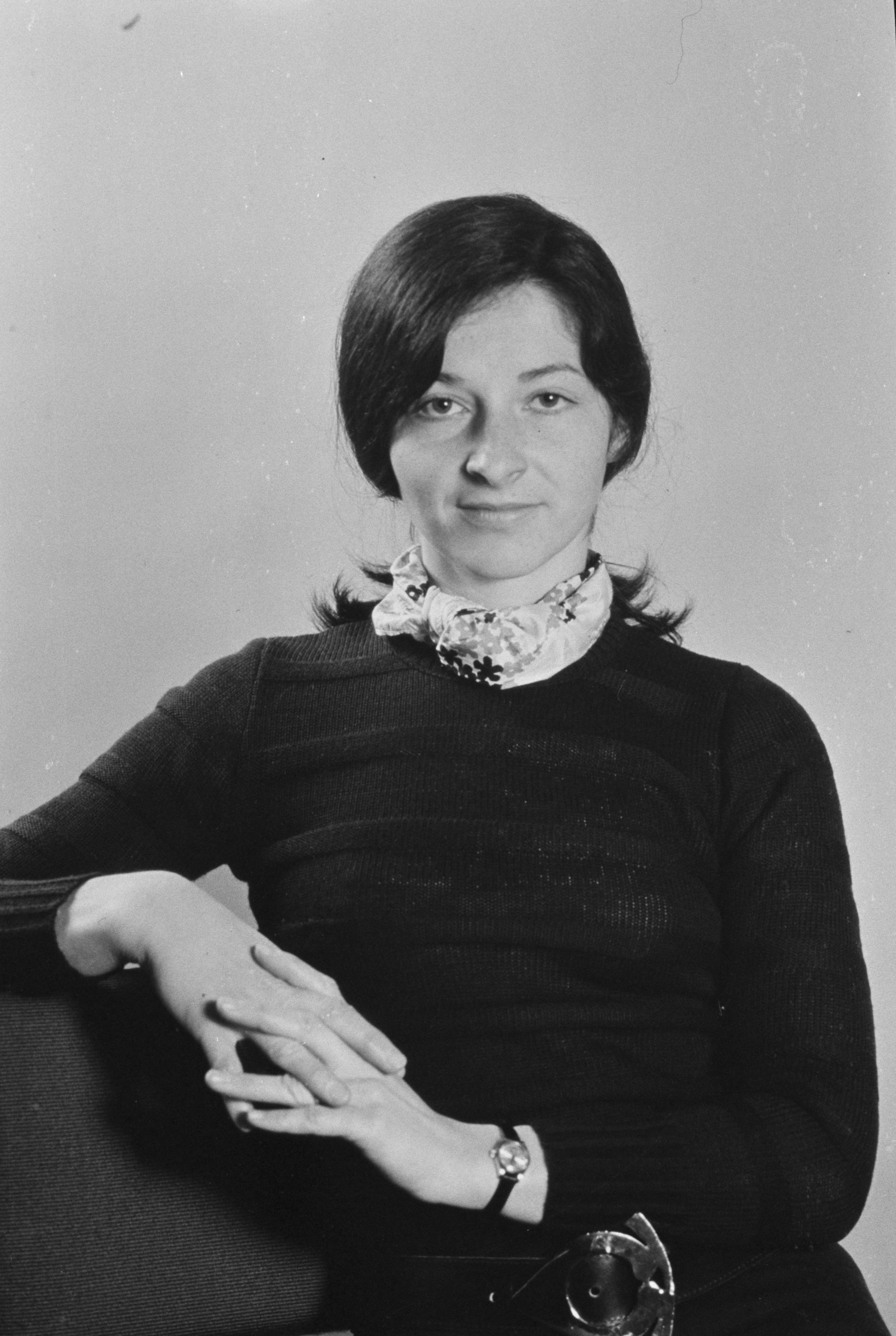
Gabrielle Nanchen
Martha Ribi
Hanna Sahlfeld
Liselotte Spreng
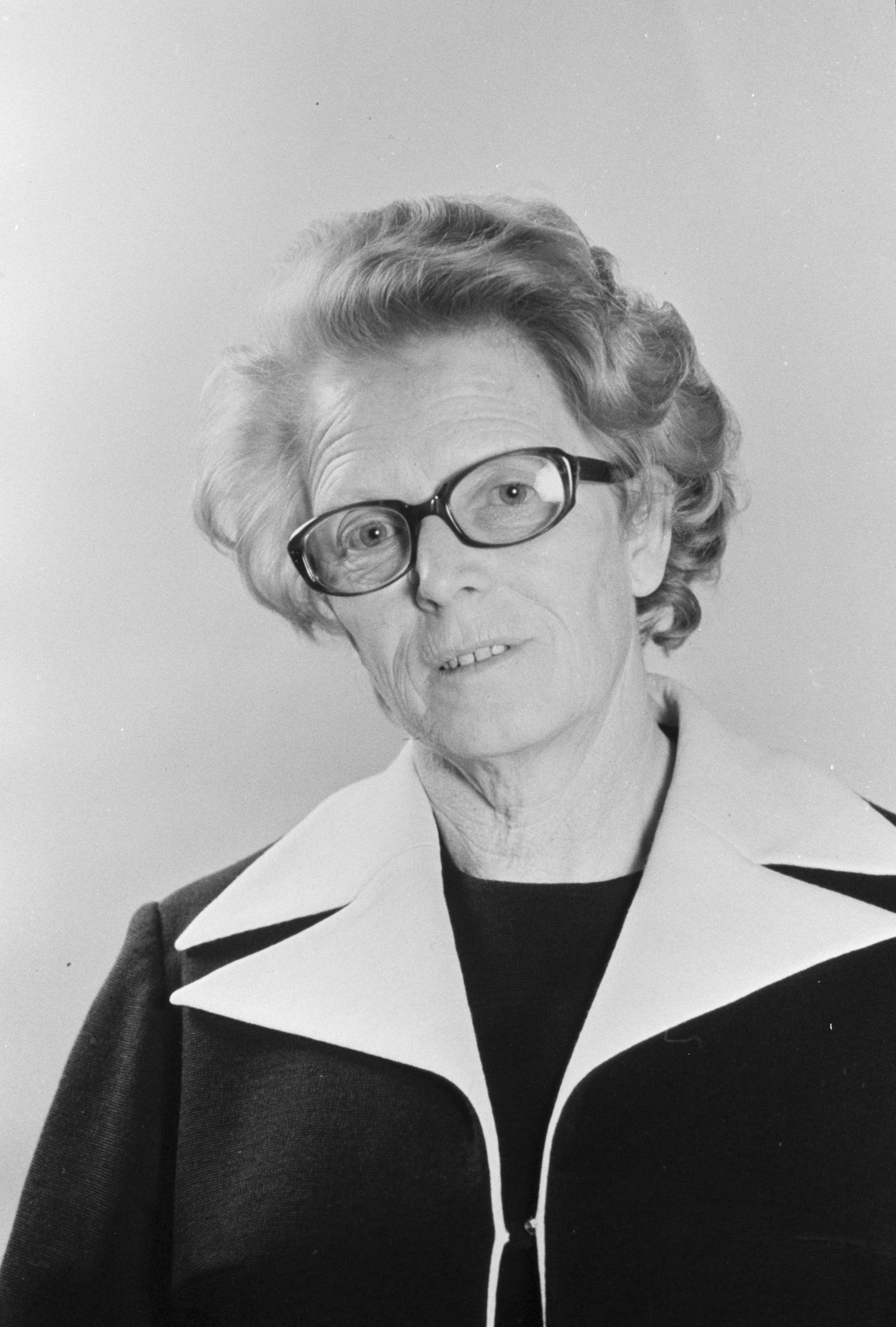
Hanny Thalmann
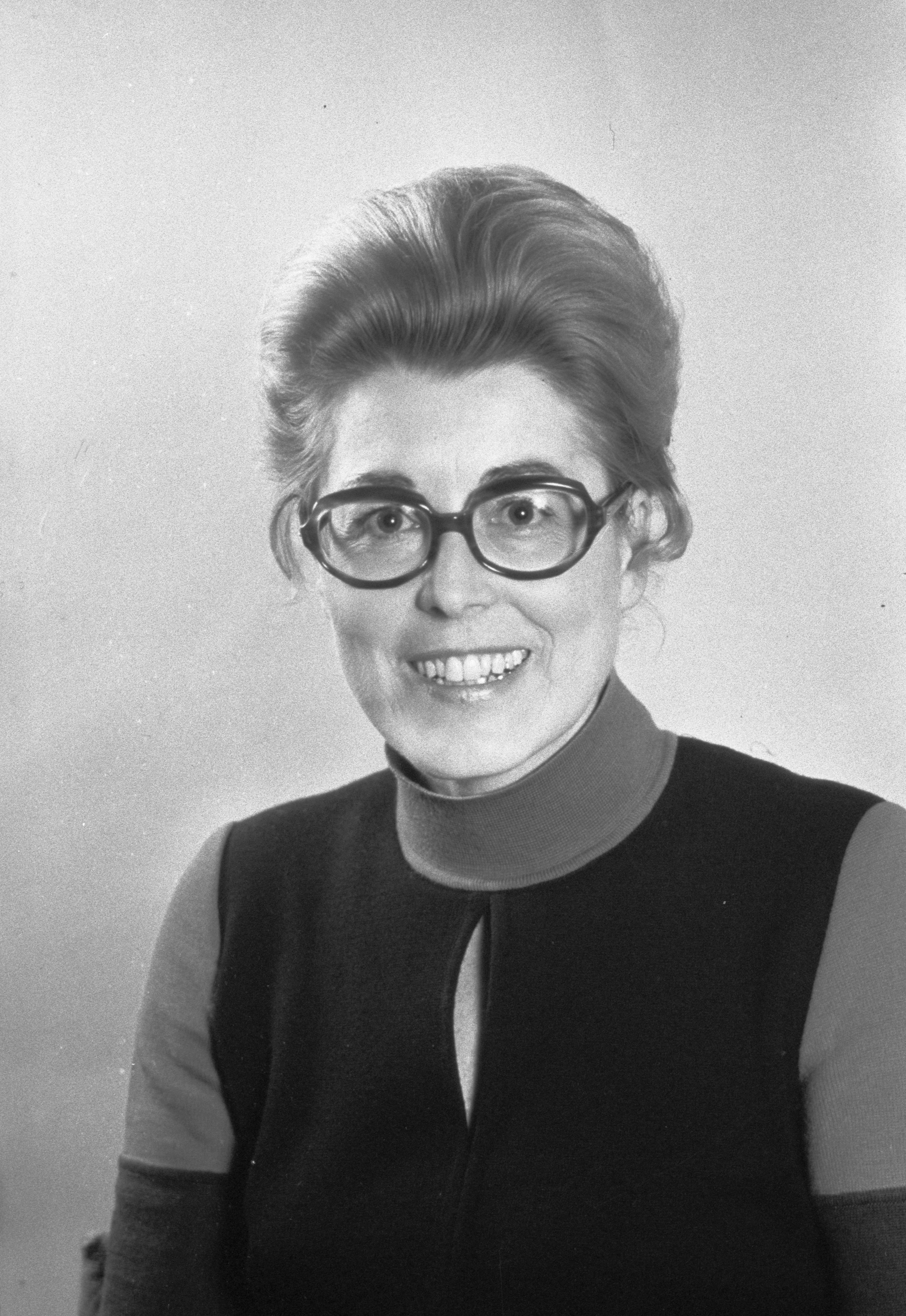
Lilian Uchtenhagen
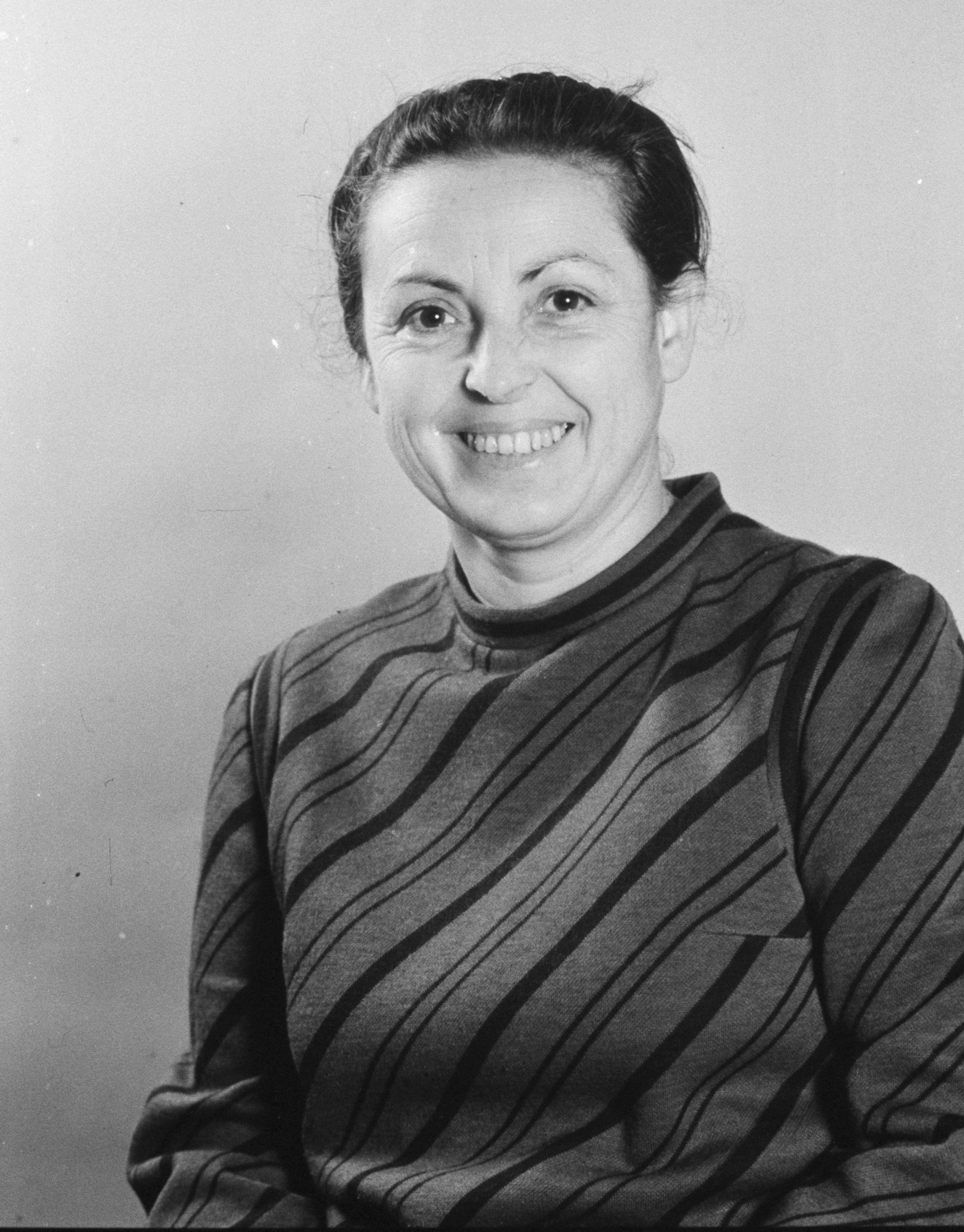
Nelly Wicky
Lise Girardin (Consigliera degli Stati)

Sui sette membri del Consiglio federale, c'è una donna dal 1984 al 1989 e dal 1993 al 1999. Questo numero passa a due tra il 1999 e il 2003 per poi ricadere a uno con la non rielezione di Ruth Metzler-Arnold. Dall'elezione di Doris Leuthard nel 2006, sono di nuovo due, poi tre dal 1º gennaio 2008 con l'arrivo d'Eveline Widmer-Schlumpf. L'elezione di Simonetta Sommaruga il 22 settembre 2010 è un passe simbolico, perché per la prima volta il governo, composto allora da quattro donne e tre uomini, è di maggioranza femminile: la Confederazione fa così parte per un anno dei paesi (Finlandia, Norvegia, Spagna e Capo Verde) con una maggioranza di donne al governo. Il numero di donne al Consiglio federale ridiminuisce a tre nel 2011, poi a due in seguito all'elezione del 9 dicembre 2015.